# Haabsaare
Haabsaare – wieś w Estonii, w prowincji Võru, w gminie Antsla.